# تومبرمور
تومبرمور (به انگلیسی: Tobermore) یک روستا در بریتانیا است. تومبرمور ۵۷۸ نفر جمعیت دارد.